# William Nast
William Nast (Stuttgart, 15 de junho de 1807 – Cincinnati, 16 de maio de 1899) foi um líder religioso nascido na Alemanha. Ele fundou a Igreja Metodista Alemã dos Estados Unidos.

## Biografia
Nast nasceu em Stuttgart, Alemanha. Ele se formou na Universidade de Tübingen com o objetivo de entrar no ministério religioso, mas preferiu depois buscar objetivos literários, e após sua graduação começou a trabalhar com o jornalismo. Nast emigrou para os Estados Unidos em 1828, deu aulas na Academia Militar dos Estados Unidos e subsequentemente tornou-se professor no Kenyon College, em Ohio. Ele ingressou na Igreja Metodista Episcopal em 1835, recebeu a licença para dar sermões e na conferência daquela organização em 1837 foi indicado para estabelecer uma missão alemã em Cincinnati, Ohio. Nessa tarefa mostrou-se tão bem-sucedido que ao longo de vinte anos as igrejas metodistas alemãs estavam estabelecidas na grande maioria dos estados da União e em várias partes da Alemanha, da Noruega e da Suécia. Nast também serviu como primeiro presidente da German Wallace College que depois se tornou a Baldwin Wallace University. Ele faleceu em Cincinnati em 16 de maio de 1899.